# Papiro médico de Londres

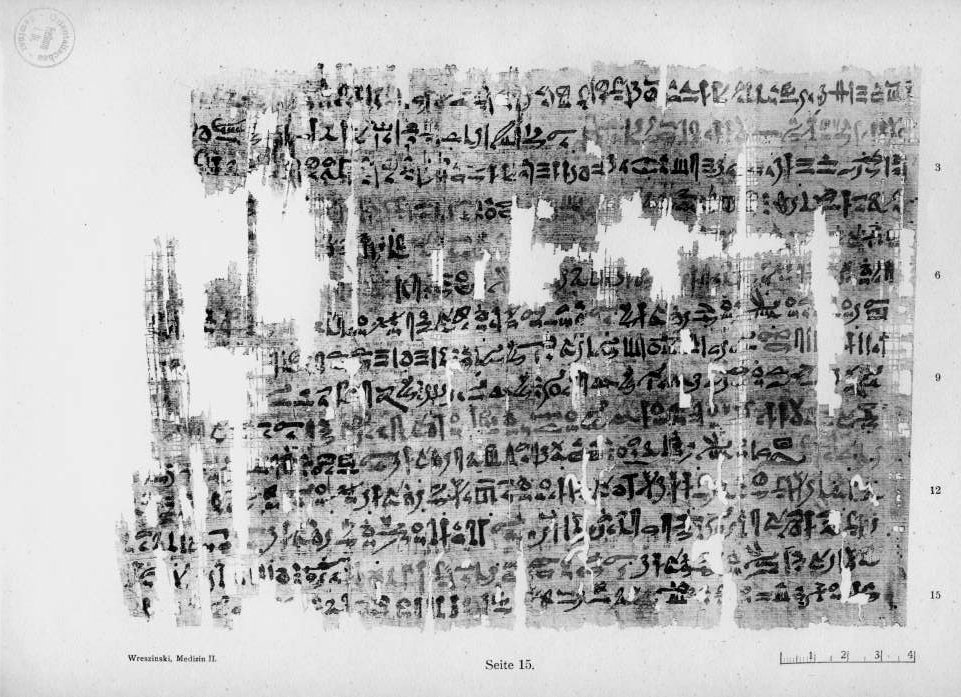
Papiro médico de Londres.

El papiro médico de Londres es un papiro del antiguo Egipto que se conserva en el Museo Británico de Londres.

## Historia y descripción
El manuscrito data de aproximadamente el año 1350 a. C., en la época de la XVIII dinastía. Se desconoce la historia de su descubrimiento y su llegada a Europa. Se conservó en la Royal Institution of Great Britain hasta que fue donado en 1860 al Museo Británico, donde se le asignó el número de archivo BM EA 10059.
El papiro fue publicado por primera vez por Walter Wreszinski en Leipzig, en 1912.
Se ha vinculado el papiro con la lluvia de partículas de la erupción minoica  de 1629-1628 a. C.

## Contenido
El papiro contiene 61 recetas, de las que 25 están clasificadas como recetas médicas, mientras que las demás son mágicas. El texto trata sobre afecciones cutáneas, afecciones oculares, sangrados (principalmente con el propósito de evitar abortos espontáneos mediante métodos mágicos) y quemaduras.